# Pfahljochbrücke Neckarhausen
Die Pfahljochbrücke Neckarhausen ist eine historische Holzbrücke über den Neckar bei Horb. Einzelne Bauteile stammen aus dem Jahr 1257. Sie ist eine der ältesten erhaltenen Holzbrücken im süddeutschen Raum. Die Brücke steht auf drei Pfahljochen, bei denen je sechs Eichenstämme 4 m tief in das Flussbett getrieben sind. Die Brücke steht vollständig auf hohenzollerischem Gebiet (Glatt/Neckarhausen). Das mittlere Joch bildet heute (nach der Gemeindereform iAnfang der 70er Jahre) die Grenze zwischen den Regierungsbezirken Karlsruhe und Freiburg (Nord- und Südbaden).
An der Brücke wurden im Laufe der Zeit mehrere Reparaturen durchgeführt. Größere fanden 1784, 1844, 1877, 1953, 1988 und 2000 statt.